# Neuhermsdorf

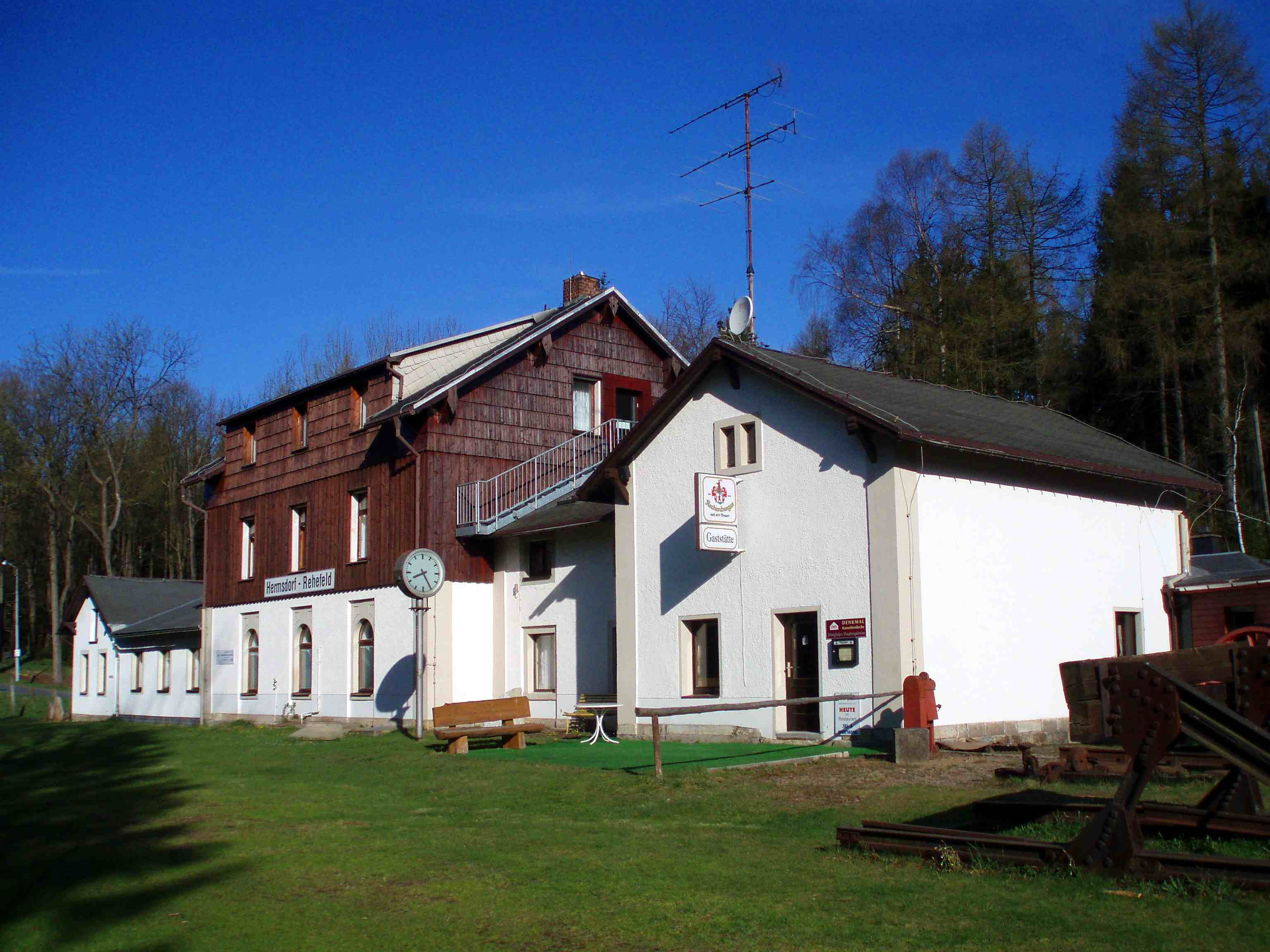
Bahnhof Hermsdorf-Rehefeld

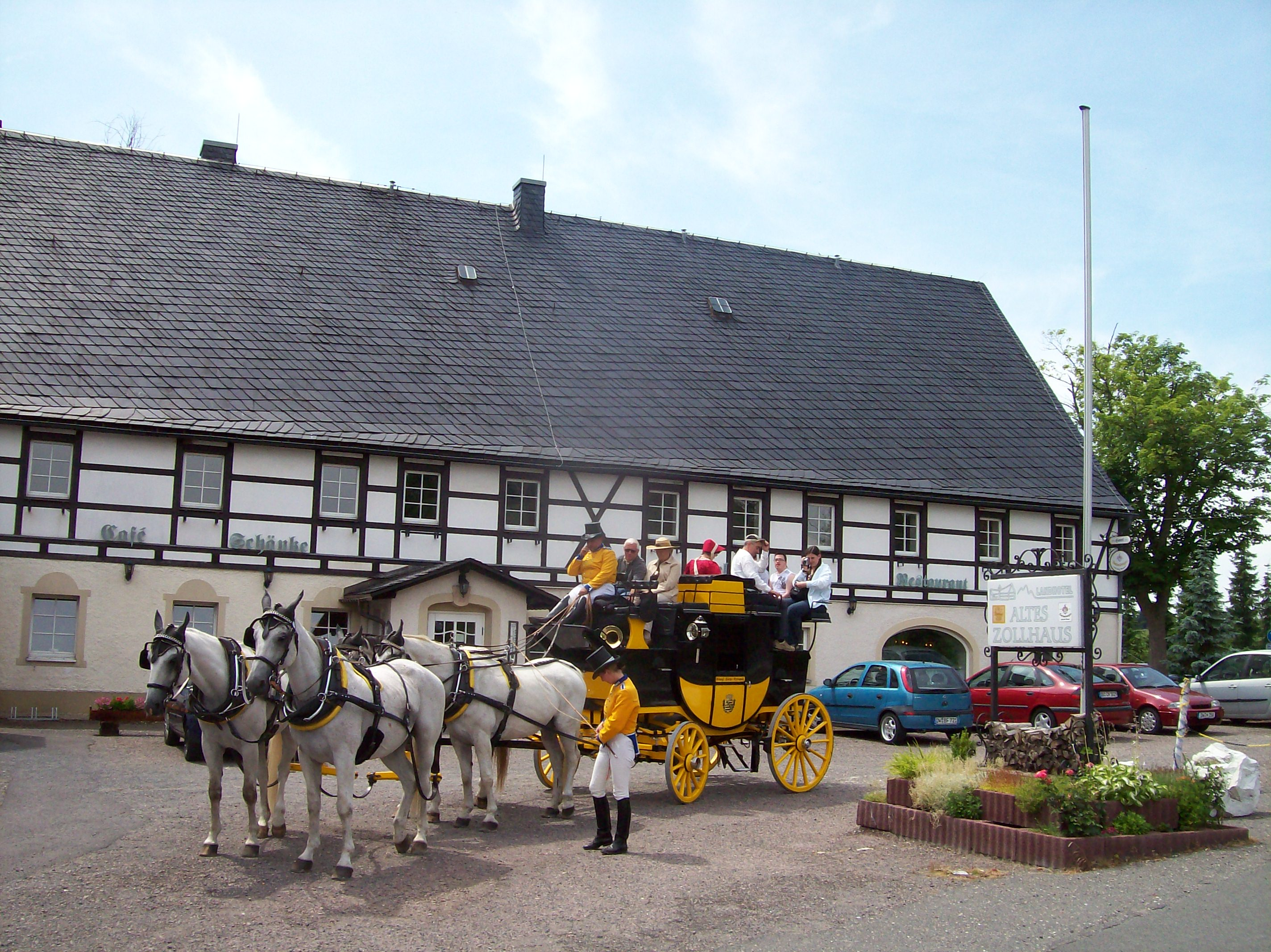
Postkutschenhalt am Alten Zollhaus Neuhermsdorf im Sommer

Neuhermsdorf ist ein Ort im Landkreis Sächsische Schweiz-Osterzgebirge. Der größere westliche Teil gehört zu Hermsdorf/Erzgeb. (Postleitzahl 01776), der kleinere östliche Teil zu Altenberg (Postleitzahl 01773). Der Ort entstand aufgrund weiterer Ansiedlungen im Umkreis der Zollstätte Hermsdorf.
In Neuhermsdorf befindet sich das ehemalige „Zollhaus“, das heute ein Hotel beherbergt (beurkundet seit 1343). Des Weiteren gibt es den stillgelegten Bahnhof Hermsdorf-Rehefeld, den letzten Bahnhof der Bahnstrecke Nossen–Moldau auf deutscher Seite im Hirschbachtal.
Am 31. Dezember 2023 wohnten zwölf Menschen im Altenberger Teil Neuhermsdorfs.